# 吕讷昂马尔热里德
吕讷昂马尔热里德（法語：Ruynes-en-Margeride），或意译作马尔热里德地区吕讷，是法国康塔尔省的一个市镇，属于圣弗卢尔区（Saint-Flour）。该市镇总面积29.66平方公里，2009年时的人口为707人。

## 地名
马尔热里德（Margeride）是这一地区山脉的名称。

## 人口
吕讷昂马尔热里德人口变化图示
| 数据来源：INSEE |